# S.H.I.E.L.D.
S.H.I.E.L.D.とは、マーベル・コミックに登場する架空の組織。時代や登場作品によって差異はあるが、スーパーヒーローを管理する国家組織として描かれている。『ストレンジ・テイルズ』第135号（1965年8月）でスタン・リーとジャック・カービーにより創造された。

## 正式名称
組織名の「S.H.I.E.L.D.」は、初登場時には「Supreme Headquarters, International Espionage, Law-Enforcement Division（最高司令部及び国際情報局法執行部）」のアクロニムであるとされていたが、1991年に「Strategic Hazard Intervention Espionage Logistics Directorate（戦略危機介入諜報配備司令部）」に変更された。
マーベル・シネマティック・ユニバースや、複数のアニメや実写のテレビシリーズでは、「Strategic Homeland Intervention, Enforcement and Logistics Division（戦略国土調停補強配備局）」の略であるとされている。

## コミックでの歴史
S.H.I.E.L.D.はニコラス・ジョセフ・フューリーによって第二次世界大戦後に創設されたが、フューリーはアイデアを捨て、合衆国政府はこんな機関の成立を推進しないだろうと感じて隔離された機関に草案を残したままにした。しかしこの頃の不特定の時点で国際連合をベースにした国際グループがフューリーの与り知らぬ所でアイデアを掘り起こした。彼は事務局長（機関のNo.2）に起用されるまでS.H.I.E.L.D.の存在を知らなかった。
通常はニック・フューリー事務局長によって（ただし彼は彼も正体を知らない12名からなる評議会に指示を仰いでいる。）率いられているこの団体はしばしば外見上軍事的な組織として運営され、当初はアメリカ合衆国の傘下の団体として描かれていた。その後、S.H.I.E.L.D.は国連の管理下にあるという描写がなされ、国連総会の決議によって巨大な技術的リソースを自由に使え、加盟国に任務遂行のために入国する法律制定が存在することになった。しかし、S.H.I.E.L.D.は国連ではなくアメリカ合衆国の管理下にあるというおそらく組織の架空の歴史を把握していない筆者による食い違った描写もある。例えば、アストニッシング・X-メン3号ではニック・フューリーはS.H.I.E.L.D.が虐殺事件に対して活動しないことについてアメリカ合衆国の国土で発生した事件ではないからと説明している。
ゴジラがアメリカ合衆国をぶらつき大西洋に消えるまで、S.H.I.E.L.D.は下位組織としてゴジラを捕獲するためのゴジラスカッドを結成した。このユニットはダムダム・デュガンによって率いられ、レッドローニンと呼ばれる巨大ロボやベヒーモスとして知られているヘリキャリアの小型版を使用した。
S.H.I.E.L.D.独自の技術革新の一つ、LMD（Life Model Decoy）は、差し迫った殺害の危機において人々の代替となる極めて生物に近いアンドロイドであり、二つの大きな激変の発端となっている。一つ目はスーパーヴィラン・スコーピオが技術を盗み、ゾディアックと呼ばれるヴィランのチームの二代目を作り出したことである。もう一つはデルタイツといういくつかのLMDが知性を獲得し、主要メンバー達に成り代わって潜入し、フューリーが対峙するはめになったことである。この事件により、オリジナルの組織は解散に追い込まれ、同じ略称の別のタスクフォースに置き換えられた。
ミニシリーズ・シークレットウォーでのラトベリアでの悲惨な非公認の任務によって、フューリーは事実上長官の座を退き、彼の逮捕に国際的な懸賞金がかけられることになった。彼の最初の後継者は彼の親しい仲間からではなく、S.H.I.E.L.D.のヒエラルキーにとって正体不明の新参者マリア・ヒルだった。ヒルと合衆国大統領の間の会話を筆記したものによると彼女が長官の座についたのはフューリーに忠実な者たちを職から遠ざけ、スーパーヒーローコミュニティへの関わりを最小限にしようとする国連のコンセンサスがあったためである。大統領は合衆国民であるヒルにS.H.I.E.L.D.は国連に公認された組織だが、まずアメリカ合衆国に忠実であることを求めた。
合衆国超人登録法可決とそれに伴うスーパーヒーロー達のシビル・ウォーでは、S.H.I.E.L.D.が諜報員として施行を請負い、登録したスーパーヒーローの味方をした為にS.H.I.E.L.D.とスーパーヒーローコミュニティの間にさらなる政治的・倫理的軋轢を生み出た。
紛争の終結に向け、ヒルは自分が失敗するような意図を伴って長官にさせられていたと結論し、自分は長官代理となりトニー・スタークに後任を頼んだ。スタークは任命を受け入れ、超人シビル・ウォーの締めくくりとして長官となり、イニシアチヴのシリーズを引き受け、アイアンマンアーマーのデザインをモチーフにした金と赤のヘリキャリアの建造や被雇用者の投書箱の構築などに取り組んだ。S.H.I.E.L.D.をスタークインダストリーの子会社として扱うことに関して非難されながらも、組織の合理化とモラルの向上に成功した。S.H.I.E.L.D.は国際的な超人テロの波と戦い、2つの国際的な事件によってスターク長官はもう少しで逮捕される所だったが、その影にマンダリンがいることが明らかにし、病原体エクストリミスを使った大量殺戮を止めた。
自在に姿を変える宇宙民族スクラル人シークレットインベージョンが始まったとき、スクラルのウイルスによりヘリキャリアは無力化され、バミューダトライアングルに取り残された。この時点でスクラルは既にかなり多くのS.H.I.E.L.D.のエージェントと入れ替わっており、高い地位にいたダムダムデュガンも例外ではなかった。侵略が撃退されるとブッシュ大統領はS.H.I.E.L.D.の解体を決定し、50州のイニシアチブとアベンジャーズをノーマン・オズボーンの管理下におかれたサンダーボルツイニシアチブに置き換えた。
オズボーンはS.H.I.E.L.D.をかつてのS.H.I.E.L.D.やHYDRAと同じくサンダーボルツの忠実な構成員で構成されたH.A.M.M.E.R.と呼ばれる新たな組織に改編する機会を得た。サンダーボルツはその過程で公式に解散された。彼はサンダーボルツを自分だけのための闇の軍事作戦部隊に改編した。その一方、H.A.M.M.E.R.は最新にして唯一政府がスポンサーになったアヴェンジャーズ『ダークアヴェンジャーズ』を運営している。
侵略の後、ニック・フューリーはS.H.I.E.L.D.自体が表面上は最初期からテロリスト集団HYDRAのコントロール下にあること突き止めた。

### メンバー （原作コミック）

#### 歴代長官
- リック・ストーナー[15]
- ニック・フューリー[16]
- ダム・ダム・デューガン[17]
- G・W・ブリッジ[18]
- シャロン・カーター[19]
- マリア・ヒル[20]
- トニー・スターク[21]
- ノーマン・オズボーン[22]
- スティーヴ・ロジャーズ[23]

## MCU版
本項は、“アース616”（正史の宇宙）におけるS.H.I.E.L.D.を主軸として表記する。

### 概要
第二次世界大戦で秘密結社“ヒドラ”を壊滅させた“戦略科学予備軍SSR”を発展させる形で創設された国際平和維持組織。“S.H.I.E.L.D.”とは、Strategic.Homeland.Intervention.Enforcement.and Logistics.Division.（戦略国土調停補強配備局）の略称である。組織のロゴは、猛禽類のシルエットが内側に施された輪で、2種類存在する。世界各地に支部や関連施設を構え、最新鋭装備と情報網を有し、それらを駆使して人類に危険を及ぼしうる地球上の物体・物質・超常現象、そして超人的な能力を持った人物についての捜査・研究と、それらの強大な力を得た者への対処を主任務とする。
所属するエージェントや職員たちは、調査をはじめとする各専門分野で優れた技能を発揮することに加え、調査現場での仮設研究所の設営や大災害が発生した都市の中心部の事後処理などの大規模作業を1日足らずで成し遂げるくらいに、一般の公共機関を大きく上回るほどの組織力まで有している。その一方で彼らは、ミッション内容や現場指揮官の裁量次第で民間人の意に反する行動も躊躇無くとり、有用と認められた人物なら犯罪者でも組織の一員として招き入れてしまうことまであるなど、倫理観を疑う場面も稀に見せる。
創設以降、長年に渡って活動し、現代では長官のニック・フューリーによって、超人的な能力を持った人物たちをリクルート・団結させ、“アベンジャーズ”を結成させることにも成功したが、20世紀の頃から組織の水面下でヒドラが着々と再興をはじめており、同勢力の構成員が職員やエージェントとして多数潜伏。組織は影でヒドラに掌握されてしまっていた。
そして2014年に、世界各地で一斉蜂起したヒドラの攻撃により当組織は事実上壊滅。この際の一件により世間から「S.H.I.E.L.D.はテロ勢力」とレッテルを貼られてしまう。
マーベル・テレビジョン製作のテレビドラマ『エージェント・オブ・シールド』でも、当組織の壊滅が描写されたが、フューリーが片腕であるエージェントのフィル・コールソンに長官職と組織の再編を託したことで、以前より小規模ながらも組織はコールソンを中心に再起動し、人知れず世界各地で平和維持のために戦い続ける様子が描かれる。しかし、同作のシーズン4以降は再び世間に認知されていたり、長官が公の場に出るシーンも描写されている。一方で、同時期以降に製作された映画作品では引き続き壊滅状態のままであり、MCU内での組織の扱いは不明瞭となっている。

#### 『ホワット・イフ...?』版
現在のところ、“アース82111”・“アース51825”・“アース72124”にS.H.I.E.L.D.の存在が描写され、正史の当組織と同様に平和維持に務めるが、ヒドラのような悪の勢力の潜伏は確認されていない。また、各宇宙ごとに所属するメンバーが稀に正史の当組織と異なっている場合もある。

### 関連施設
トリスケリオン（Triskelion）
アメリカ・ワシントンD.C.のセオドア・ルーズベルト島に位置する、S.H.I.E.L.D.の現代における本部施設。40階以上の階層を持つ庁舎ビルの内部には、最上階の委員会室や、フューリーの長官室、作戦本部、鑑識課、管理部、資料部、統計分析部など、数多くの部署が点在し、勤務する人物の音声入力で行き先階へ昇降するエレベーターなど、最先端設備も複数設けられている。
2014年の“インサイト計画”の際に、施設内はヒドラ構成員の一斉蜂起によって混乱に陥り、墜落したヘリキャリア1機に激突され、崩壊する。
インサイト・ベイ（Insight Bay）
トリスケリオンの地下に設けられた、新型ヘリキャリア3機のための格納庫。エレベーターでここへ入れるのは、フューリーや特定の人物のみのようで、インサイト計画実行時にここからヘリキャリア3機が発進する。
キャンプ・リーハイ
アメリカ・ニュージャージー州・ウィートンにある、SSRの元訓練施設を利用した、S.H.I.E.L.D.の旧本部施設。
2014年には立入禁止の廃墟と化していたが、スティーブ・ロジャース/キャプテン・アメリカとナターシャ・ロマノフ/ブラック・ウィドウが、インサイト計画のファイルの出所であると知り来訪。ゾラからS.H.I.E.L.D.とヒドラについての因縁を聞いた直後にヒドラが放った短距離ミサイルで壊滅する。
後にアベンジャーズの“タイム泥棒”では、1970年の本施設にトニー・スターク/アイアンマンとスティーブがタイムトラベル・潜入する。
ベースキャンプ
ニューメキシコ州の“プエンテ・アンティグオ”から西に80キロの地点に落着した“ムジョルニア”が作ったクレーターをS.H.I.E.L.D.が抑えて、研究対象のムジョルニアを中心に、プレハブ事務所や通路とフェンスなどを急造して完成させた仮設研究所。S.H.I.E.L.D.の兵士や捜査官に厳重に警護され、敵襲に備えて銃器庫も置かれた。ソーはここでムジョルニアを取り戻すために突入し、ムジョルニアによって発生した雷雨の中で兵士たちを相手に泥臭い肉弾戦を繰り広げる。
ジョイント・ダーク・エナジー・ミッション・ファシリティーズ（Joint Dark Energy Mission Facility）
S.H.I.E.L.D.が“P.E.G.A.S.U.S.計画”のために、テッセラクトの研究活動を行なっていたNASAの研究施設。
ノース研究所（North Institute）
かつてオハイオ州に存在していた研究施設。具体的な描写は乏しいものの、ここではスタッフがヒドラの構成員だったことから、“ウィンター・ソルジャー計画”の実験が極秘に継続されていたが、1995年にアレクセイ・ショスタコフによってウィンター・ソルジャー計画のデータを奪取され、施設を焼き尽くされた。
サンドボックス（Sandbox）
S.H.I.E.L.D.の科学技術研究所兼危険物“084”の保管、封印施設。
ハブ（Hub）

S.H.I.E.L.D.アカデミー（S.H.I.E.L.D. Academy）
S.H.I.E.L.D.のエージェントや技術員を育てる養成機関。
ゲストハウス（Guest House）
第二次大戦中に所在不明の孤島に設置された軍用貯蔵庫。現代では“GH325”などの薬品や、“クリー人”の遺体サンプルが保存されていた。
プロヴィデンス（Providence）
カナダの森林地帯に隠された寒冷地仕様の秘密基地。世界各地にあるS.H.I.E.L.D.エージェントの緊急避難場所のような施設の一つである。
プレイグランド（Playground）
SSRの秘密基地だった施設。コールソンのチームによるS.H.I.E.L.D.再興の拠点となる。
ライトハウス（Lighthouse）
SSR時代に放棄した地下施設。核兵器にも耐えうるシェルターで、S.H.I.E.L.D.技術といえど、クインジェットやゼファータイプの飛行機でさえ格納できる広い格納庫がある。地球が破壊されたタイムラインにおいては、“グラヴィトニウム”の作用で宇宙空間にまで浮上し、カサイアスらクリー人によって赤貧を強いられている人類の古いシェルターとなっている。

### メンバー

#### 創設メンバー
チェスター・フィリップス
戦時中はアメリカ陸軍大佐にして、“スーパーソルジャー計画”の責任者でもあった元SSR指揮官。故人。
ハワード・スターク
巨大複合産業“スターク・インダストリーズ”の創業者で、SSRに技術提供も行った経歴を持つ天才発明家。トニー・スタークの実父である。
S.H.I.E.L.D.創設時に組織の幹部となるが、1991年12月16日にヒドラに操られたウィンター・ソルジャー（バッキー・バーンズ）の手で暗殺された。
ペギー・カーター
“エージェント・カーター”のコードネームを持つ元SSRの女性士官。S.H.I.E.L.D.創設時に組織の幹部となり、1970年時にはキャンプ・リーハイの長官を務めていた。2014年時点で老人ホームに入居していたが、2016年に息を引き取る。

#### 歴代長官
ニック・フューリー
元CIAエージェント兼元陸軍大佐だった、戦術の天才であるエージェント。S.H.I.E.L.D.壊滅後は、自身の死亡を偽装しアベンジャーズを影から見守るようになる。
フィル・コールソン
フューリーが最も信頼する部下のひとりであるエージェント。ロキの手にかかって死亡したが、フューリーの命により自身が関与していたアベンジャーズ蘇生を目的とした“T.A.H.I.T.I.（タヒチ）計画”によって生還を果たす。
以降は存在自体がトップシークレットとなっており、優秀なエージェントを少数集めた精鋭チームのリーダーとして密かに活動を続けていた。
ヒドラ復活後、『エージェント・オブ・シールド』シーズン1のラストにて、フューリーから組織の再編を託され、彼の後継ぎとしてS.H.I.E.L.D.新長官となる。
長官就任後は、フューリーが密かに企てていた“シータ・プロトコル”に参加しつつ、クリー人の遺物と超人“インヒューマンズ”に関する事件を陰から捜査していた。シーズン4からは長官職をジェフリー・メイスに託している。
『エージェント・オブ・シールド』シーズン5終盤にて、余命が僅かであることが発覚。最終話ではS.H.I.E.L.D.を離れ、タヒチへ向かう。
『エージェント・オブ・シールド』シーズン6開始時点で、既に亡くなっている。最終話では、生前のコールソンの記憶を持った“LMD”として復活する。
アルフォンソ・”マック”・マッケンジー
シーズン2より登場。メカニックであり、傷を負って不自由になったフィッツのサポートを行った。
ボビー共々“もう一つのS.H.I.E.L.D.”のメンバーであり、ヒドラによるS.H.I.E.L.D.崩壊時に脱出のため斧を使って以降、戦闘時は斧を用いることが多い。
ふたつのS.H.I.E.L.D.合流後はコールソンに不快感を示し一時は退職を望んだものの、コールソンの左手を（彼を救うためではあるが）切り落としたため退職を思い止まり、S.H.I.E.L.D.に残った。
シーズン3では、デイジーとペアを組んで任務に就くようになったほか、コールソンから一時的に長官代理の任を託され、以降はメイと同様にコールソンの片腕的存在となる。
シーズン5ラストでS.H.I.E.L.D.を離れたコールソンに代わり、S.H.I.E.L.D.長官となった。

#### メンバー
ハンク・ピム
冷戦期に“アントマン”（初代）として活躍した昆虫学者兼物理学者であり、ホープ・ヴァン・ダイン/ワスプの実父。1989年にハワードたちとの確執により離脱。
ジャネット・ヴァン・ダイン
ピムの公私共に良きパートナーであり、“ワスプ”（初代）にして、ホープの実母。1987年において、ピムとの任務で“量子世界”へと縮小してしまい、失踪。
S.H.I.E.L.D.エージェント
演 - アマンダ・リゲッティ
日本語吹替 - 東條加那子
登場作品 - 『キャプテン・アメリカ/ザ・ファースト・アベンジャー』
約70年後の現代で目を覚ましたスティーブが、最初に目にした女性エージェント。ニューヨークにあるS.H.I.E.L.D.の施設でSSRの軍服に身を包み、目覚めたスティーブに声をかけるが、彼がすぐさまこの場所に不信感を覚えて脱走したため、“コード13”を発動する。
キャメロン・クライン
インサイト・ヘリキャリアの管制官を務めるS.H.I.E.L.D.の職員。
ファイン（Fine）
演 - ジョー・ルッソ
登場作品 - 『キャプテン・アメリカ/ウィンター・ソルジャー』
S.H.I.E.L.D.に所属する医師。フューリーの手術を担当していたほか、終盤のフューリーのアジトでも怪我を負ったナターシャの止血を行った。
実はフューリーの協力者であり、彼の死の偽装に協力していた。
ビル・フォスター
ピム夫妻と“ゴライアス計画”に携わった科学者。ピムとそりが合わなくなり、一方的に解雇され、バークレー大学で教鞭をとる道に進む。
エライアス・スター
“量子研究所”に所属していた科学者。S.H.I.E.L.D.解雇後、独自に“量子トンネル”を開発し実験したものの、トンネルの爆発事故で死亡。
エイヴァ・スター
エライアスの一人娘。父の実験に巻き込まれて体質が量子フェージング状態に変わり、S.H.I.E.L.D.にステルス秘密工作員として利用され続けていた。S.H.I.E.L.D.崩壊後はビルに引き取られる。
ジミー・ウー
特に言及されていないが、元S.H.I.E.L.D.エージェント。S.H.I.E.L.D.崩壊後はFBIに移籍。
ケラー（Keller）
演 - ベン・メンデルソーン
日本語吹替 - 関俊彦
登場作品 - 『キャプテン・マーベル』
1995年時のS.H.I.E.L.D.ロサンゼルス支局長。フューリーの上官でもあるが、潜伏したタロスに擬態されて入れ替わられたため、本物の彼は劇中未登場である。ちなみにタロスは物語のラストで、「（ケラーを）殺してはおらず、彼の青い目が気に入ったから、地球に留まるならまた彼に擬態したい」とも語っている。
フィリス・ジェンキンス（Phyllis Jenkins）
演 - イベット・ニコール・ブラウン
登場作品 - 『アベンジャーズ/エンドゲーム』
1970年時のキャンプ・リーハイに勤務するS.H.I.E.L.D.職員。施設内のエレベーターで、タイムトラベルして来たトニーとスティーブに遭遇し、愛想良く話しかけるも、2人に不審感をおぼえて警備員たちに報告する。
アベンジャーズ関係者
ナターシャ・ロマノフ / ブラック・ウィドウ
凄腕のスパイであるエージェント。アベンジャーズの結成に一役買い、アベンジャーズに加入。
S.H.I.E.L.D.崩壊後は、アベンジャーズとして活動。
クリント・バートン / ホークアイ
弓の名手であるエージェント。スナイパーとして暗躍する。
ロキに洗脳されS.H.I.E.L.D.と敵対したのち、ナターシャを通じて洗脳が解けるとアベンジャーズに加入。
S.H.I.E.L.D.崩壊後は、アベンジャーズとして活動。
トニー・スターク / アイアンマン
ハワードの息子である天才発明家。イワン・ヴァンコ/ウィップラッシュ打倒後に組織の“相談役”として登用され、その直後にサディアス・ロス将軍の元へ赴き、エミル・ブロンスキー/アボミネーションの釈放を阻止した。その後はアベンジャーズに加入・活動する。
スティーブ・ロジャース / キャプテン・アメリカ
かつてSSRに在籍していた第二次世界大戦時のアメリカの英雄。ペギーの恋人でもある。
70年もの眠りから目覚めたのち、S.H.I.E.L.D.に在籍しつつアベンジャーズとして活動。
復活したヒドラを滅ぼすべく、ヘリキャリアを破壊することでインサイト計画を阻止した。S.H.I.E.L.D.崩壊後は、再びアベンジャーズとして活動。
マリア・ヒル
フューリーの右腕であるS.H.I.E.L.D.副長官。S.H.I.E.L.D.崩壊後は、トニーに雇われ、アベンジャーズのサポーターの中心格となる。
シャロン・カーター / エージェント13
ペギーの姪孫。極秘裏にスティーブを警護していた。S.H.I.E.L.D.崩壊後はCIAに移籍し、“対テロ共同対策本部”に所属。

#### ヒドラ関係者
アレクサンダー・ピアース
ジャスパー・シットウェル
ブロック・ラムロウ / クロスボーンズ
ジャック・ロリンズ
ヴォルフ・ガング・フォン・ストラッカー / バロン・ストラッカー
ミッチェル・カーソン

#### 『エージェント・オブ・シールド』におけるメンバー
デイジー・”スカイ”・ジョンソン / クェイク
シーズン1より登場。コールソンが見出した凄腕ハッカー。途中からS.H.I.E.L.D.に加入し、コールソンのチームに正式参加。
シーズン2から本格的にフィールドエージェントとして活動すると共に、実母のジャーインの手ほどきで特殊能力を持った超人“インヒューマンズ”となり、振動を操る能力を得る。
S.H.I.E.L.D.におけるアベンジャーズに相当するインヒューマンズのチーム“シークレット・ウォリアーズ”を結成、指揮を執る。
シーズン3終盤よりS.H.I.E.L.D.を離脱して“クェイク”を名乗り単独で行動している。
シーズン4中盤より再びS.H.I.E.L.D.に戻る。
メリンダ・メイ
シーズン1より登場。「騎兵隊」の異名を持つ戦闘のスペシャリスト。事情により戦闘から身を引いていたが、コールソンがスカウトしチームに参加。
飛行機の操縦のほか、潜入から戦闘までオールマイティにこなし、コールソンのチームにおける切り込み隊長的役割を担う。
後にコールソンに恋心を抱くようになり、シーズン5のラストでは余生を過ごすためにタヒチへ来たコールソンに付き添う形でS.H.I.E.L.D.を離れた。
シーズン6では再びS.H.I.E.L.D.に戻っている。シーズン6終盤でコールソンの外見を持つサージに腹部を刺され瀕死状態となる。
グラント・ウォード
シーズン1より登場。スカイの教育を担当。危険な任務も粛々とこなす。
その正体はヒドラのエージェントであり、チーム離脱後は拘束されるも逃走、後にヒドラの長官となる。
シーズン3中盤でコールソンによって倒され死亡した。
レオポルド・“レオ”・フィッツ
シーズン1より登場。工学部門に長けるエージェント。シモンズと並び、フィッツシモンズと呼ばれる。
優秀なエンジニアで、特別なギミックを持った数々の武器や兵器のほか、量子場攪乱装置などの特殊な装置、数多の機能を有するコールソンの義手など、様々なアイテムの開発と研究を行う。
シモンズに想いを寄せている。シーズン5では、シーズン4ラストで2091年にタイムスリップしてしまった他のS.H.I.E.L.D.メンバーを救うために74年間の冷凍睡眠に入る。シーズン5中盤でシモンズと結婚する。しかしシーズン5ラストでタルボットの暴走により崩れた瓦礫の下敷きになり殉職。
シーズン6からは冷凍睡眠の途中で目覚めた現代のフィッツが登場する。
シーズン7では、フィッツを演じているイアン・デ・カーステッカーのスケジュールの都合により、ラスト3話にのみ登場する。
ジェマ・シモンズ
シーズン1より登場。生命科学部門に長けるエージェント。フィッツと並び、フィッツシモンズと呼ばれる。
主にメンバーの治療やウイルスの研究、特効薬の開発などを行う。
シーズン5中盤でフィッツと結婚する。
シーズン6では、宇宙で冷凍睡眠中のフィッツを探すことに奮起している。
アントニー・トリプレット
キャプテン・アメリカの戦友の一人であるゲイブ・ジョーンズを祖父に持つフィールドエージェント。愛称はトリップ。上官のギャレットと僚友のウォードがヒドラとしての本性を現すと、コールソンのチームに正式に加入。しかしシーズン2で、“テリジェンクリスタル”の力から皆を救うためにクリスタルを破壊して殉職。
ランス・ハンター
シーズン2より登場。元は傭兵だが、コールソンの誘いと元妻ボビーの勧めでS.H.I.E.L.D.に加入。
喧嘩っ早く逃げ足が早いが戦闘のプロで、ボビーと共に潜入・戦闘任務に加わることが多い。
シーズン3中盤でS.H.I.E.L.D.を離れる。
シーズン5で再登場。アメリカ軍に捕われてしまったフィッツを救出するため、彼の弁護士を名乗り施設に侵入する。
バーバラ・”ボビー”・モース
シーズン2より登場。ハンターの元妻。マックと共に、エージェント・ゴンザレス率いる“もう一つのS.H.I.E.L.D.”のメンバーだった。
ふたつのS.H.I.E.L.D.が合流してからはコールソンの下につき、堪能な語学力で潜入捜査を行い、状況によっては戦闘も行う。
シーズン3中盤でハンターと共にS.H.I.E.L.D.を離脱。
フェリックス・ブレイク
シーズン3に再登場した際には、『ウォッチドッグ』を結成し、自分を瀕死にまで追い込んだインヒューマンズを殺害するために、“ATCU”の基地からミサイルを盗み、基地を破壊するなど、過激な行動をとる。
L・エイヴリー
ジョン・ギャレット
リチャード・ラムレイ
イサベル・"イジー"・ハートレー
ビクトリア・ハンド
キャラ・パラマス / エージェント33
ロバート・ゴンザレス
ビリー・ケーニグ
エリック・ケーニグ
サム・ケーニグ
グッドマン博士
ストライテン博士

### 部署
S.T.R.I.K.E.
“Special.Tactical.Reserve for.International.Key.Emergencies.”の略称で、対テロリスト戦などの特別任務を請け負うS.H.I.E.L.D.の精鋭部隊。リーダーはラムロウで、スティーブとナターシャも彼らの活動に複数回参加し、信頼し合っていた。しかし当チームのメンバーの大半もヒドラの構成員であり、スティーブが指名手配されると彼に容赦なく襲いかかった。だがS.H.I.E.L.D.壊滅後にラムロウは意識不明のまま収容され、他のメンバーも死亡・消息不明となったため、当チームも事実上解体となる。
量子研究所
ピムが元部下のエライアスと共に量子トンネルの研究開発を行っていた部署。当時のトンネル研究開発は未完に終わったが、ピムとのトラブルでS.H.I.E.L.D.を解雇されたエライアスは、独自にトンネルの研究開発を続行してしまい、妻と娘を巻き込む悲劇を生んだ。

### 計画
アベンジャーズ計画（Avengers Initiative）
フューリーが提唱した特別チームの編成計画。その概要と目的は、外宇宙からの脅威に立ち向かい、地球の平和を守る1組のチームを編成するために、超人的ヒーロー、若しくはこれに該当する者たちを複数リクルートして、団結させることである。
フューリーは立ち上げた当初、“プロテクター計画”とネーミングするも、アメリカ空軍時代のキャロル・ダンヴァース/キャプテン・マーベルの写真が目に入ったことで、彼女と共に写るF-15に記された“キャロル・“アベンジャー”・ダンヴァース”というキャロルのコールサインの一部を採り入れ、改名した。
この計画はフューリーがキャロルと出会い、クリー/スクラル人戦争に関与した1995年に立ち上げられたが、実際に計画が実現するのは17年後の2012年だった。フューリーは“世界安全保障委員会”から計画の中止を命じられるも、ロキに“テッセラクト”を奪われたことから計画は再開され、紆余曲折の末に実を結ぶ。
アース51825においては、アベンジャーズ候補のヒーローたちがハンク・ピム/イエロージャケットによって次々と殺害されるという事態が発生している。
P.E.G.A.S.U.S.計画（Project P.E.G.A.S.U.S.）
テッセラクトを研究して得たデータを元に、強力な破壊兵器を開発する極秘計画。かつてロキが送り込んだ“アスガルド”の人型兵器“デストロイヤー”がプエンテ・アンティグオで猛威を振るった件で、自分たちの力量不足と、外宇宙からの脅威の存在を実感したフューリーが提唱。彼と世界安全保障委員会の言では“第2段階の試作機”まで開発が進んでいたことがうかがえるが、ロキにテッセラクトを奪われ、研究を行なっていた施設も壊滅したことで失敗。この計画の存在はトニーたちからの反感を買うこととなる。
インサイト計画（Project Insight）
“ニューヨーク決戦”を経て、フューリーが世界安全保証委員会に防衛の強化を訴えたことで計画され、導入が予定されていた攻撃計画。その概要は、複数の偵察衛星と後述の“データマイニング・アルゴリズム”を用いて検知した「“将来的に世界平和を乱す危険性を持つ人物”を、3機のヘリキャリアで一斉に先制攻撃し排除する」というものだが、その実態は「“ヒドラの脅威になり得る人物”を抹殺する」というものであった。
スティーブはこの計画に反対し、フューリーも不信感を覚えるが、2014年にこの計画は開始された。しかしスティーブたちによって阻止され、失敗に終わる。
ゴライアス計画（Project G.O.L.I.A.T.H.）
“ピム粒子”を応用した人体巨大化計画。ピムがS.H.I.E.L.D.在籍時代に主導し、ビルや複数のスタッフが巨大化実験に携わった結果、6.4メートルの人体巨大化に成功したが、性格に難があるピムはスタッフ全員から嫌われ、ビルとも喧嘩別れしたため、計画は頓挫してしまった。
タヒチ計画（project T.A.H.I.T.I.）
クリー人の実験体から抽出したDH325を使い、アベンジャーズが死亡した場合、蘇生しようという計画。コールソンに対し使用された。
本人は手術を受けたことに気づかず、タヒチ島で休養したという偽の記憶を植え付けられる。また手術に関しても数名の関係者以外には知られておらず、その中でも記憶処理を受けた者もいる。
このDH325やそれを抽出していたクリー人の実験体は研究施設ごと爆破されている。

### 武器・テクノロジー・ビークル

#### 武器・ツール
デストロイヤーキャノン（Destroyer Canon）
登場作品：『アベンジャーズ』、『エージェント・オブ・シールド』
アスガルドのデストロイヤーの残骸を回収し、そこから得たデータを元に試作した、強力な光弾を放つ大型銃火器。ヘリキャリアの武器庫に保管されていたが、ロキに対処するためコールソンに持ち出された。コールソンは致命傷を負わされながらも、油断したロキへ発砲し吹き飛ばす。
『エージェント・オブ・シールド』でも、コールソンやフィッツが使用する。
特別作戦用戦闘服 
登場作品：『キャプテン・アメリカ/ウィンター・ソルジャー』、『ホワット・イフ...?』シーズン1第3、9話
S.T.R.I.K.E.のメンバーが作戦時に着用するユニフォーム。上半身の左袖にS.T.R.I.K.E.のワッペンが付いたジャケットと内側の防弾ベスト、ストライク準軍事用ズボン、大腿部のピストル・ホルスターとナイフ用ホルダー、S.H.I.E.L.D.戦闘用ブーツで構成される。
テイザー・ロッド（Taser Rod）
登場作品：『キャプテン・アメリカ/ウィンター・ソルジャー』
S.T.R.I.K.E.のメンバーが装備する電磁警棒。相手に致死に至らない電流を放って、抑圧する。トリスケリオンのエレベーター内での格闘戦で、ラムロウやロリンズがスティーブに対して振るい、スティーブたちを救うためにS.T.R.I.K.E.隊員に変装したマリアも使用する。
マグネティック・ハンドカフス（Magnetic Handcuffs）
登場作品：『キャプテン・アメリカ/ウィンター・ソルジャー』
強力な磁力を発して、はめ込んだ相手を金属性の壁などに固定する特殊手錠で、普段はアタッシュケースの取手として用いられている。トリスケリオンのエレベーター内での格闘戦で、エージェントの一人がスティーブの右腕にはめ込み、ラムロウがエレベーターの内壁に固定したが、スティーブは力尽くで内壁から分離させ、盾で叩き壊す。
マウスホール（Mouse Hole）
登場作品：『キャプテン・アメリカ/ウィンター・ソルジャー』、『エージェント・オブ・シールド』
小型のレーザー切断装置。あらゆる材質の物体を強力なレーザーで焼き切ることが可能で、ウィンター・ソルジャーに運転中の自動車を吹き飛ばされたフューリーが、自動車の天井と地面のコンクリートを焼き切ってその場から離脱するために使用し、マリアもスティーブたちを救った際に、脱出のためこれを使用して輸送車の床を焼き切る。
『エージェント・オブ・シールド』でも、コールソンのチームが運用する。
フォトスタティック・ベール（Photostatic Veil）
登場作品：『キャプテン・アメリカ/ウィンター・ソルジャー』、『ファルコン&ウィンター・ソルジャー』第6話、『ブラック・ウィドウ』、『シークレット・インベージョン』第5話
S.H.I.E.L.D.エージェントが他人に変装する際に用いられる薄布状のツールで、別名“ナノ・マスク”。使用者はこれを起動して顔面や両腕などに被せることで、外見と音声を変装する対象の人物と瓜二つのものへ変えることが可能。ナターシャはインサイト計画阻止及びレッドルーム侵入の際に、これを用いて前者ではホーリーに、後者ではメリーナ・ヴォストコフにそれぞれ変装する。
フラッグ・スマッシャーズがGRCのニューヨークの会議場を襲撃した際にも、シャロンが出動したニューヨーク市警の目を掻い潜って現地に侵入するために、これを用いて警官に変装する。
またフューリーも、メイソンから支給された顔だけを覆う「古いバージョン」を使い、同時に提供された偽ID記載のヨハネス・ケルホネンに変装してをフィンランドの空港のパスポートチェックを通過した。
このほか、キャラ/エージェント33もこれを多用する。

#### テクノロジー
データマイニング・アルゴリズム（Data mining Algorithm）
登場作品：『キャプテン・アメリカ/ウィンター・ソルジャー』
ゾラが開発した、インサイト計画の根幹であるシステム。複数の偵察衛星とリンクして、ネットワークから世界中の人々のDNAから過去の経歴を分析することで、今現在から将来に至るまでにヒドラの脅威となりうる人物をプロファイリングし標的として予見・捕捉するアルゴリズムである。インサイト計画実行時にこのアルゴリズムが起動し、全世界の数多くの人物を標的として捕らえたが、スティーブたちが挿したブレードにより、ヘリキャリア3機が同士討ちをするように標的が変更される。
量子トンネル
ピムがS.H.I.E.L.D.在籍時代に設計し、エライアスたちと試作した大型装置。

#### ビークル
クインジェット（Quinjet）
S.H.I.E.L.D.が複数保有する特殊航空機。人員の移動や輸送、戦闘任務にまで幅広く運用される。
旧型機
登場作品：『アベンジャーズ』、『エージェント・オブ・シールド』
ニューヨーク決戦頃までに配備されていたクインジェット。乗降は後部ハッチで行い、VTOL機能やホバリング機能を有し、後部に位置する2基の強力なジェットエンジンによって高速飛行し、両主翼には角度調節可能なタービンと駆動するウィングレットが設けられ、機首は前方に曲がり込み、機首下部に1基、機体下部の左右に2基ずつランディングギアを搭載する。これらの機能から、劇中では空飛ぶ猛禽類が着地する姿を彷彿させる着陸方法が見られ、これに加えて再帰反射性のステルス・クローキング技術を誇るなど、従来の航空機を上回るほどの性能と操作性を発揮する。武装は機首下部から展開されるGAU-17/Aのみである。
フューリーがアベンジャーズ計画を開始すると、ヒーローたちの移動手段として運用されたほか、操られたクリントたちがヘリキャリアに乗り込み、ロキもヘリキャリアへの連行・同艦の脱出時に搭乗した。その後、スティーブたちが搭乗した機体はロキに撃墜されている。
『エージェント・オブ・シールド』でも運用されている。
新型機
登場作品：『キャプテン・アメリカ/ウィンター・ソルジャー』、『ホワット・イフ...?』シーズン1第9話
インサイト計画時に配備されたアップグレード機。外観と基本構造は大差ないものの、新開発されたスクラムジェット・エンジンを内蔵し、機首下部からのGAU-17/Aに加え、コクピット両脇のガトリングガンや、両翼にミサイルが3発ずつ搭載されるなど、武装も増強された。
逃亡犯と烙印を押されてトリスケリオンから脱出しようとするスティーブに対して1機投入され攻撃するが、盾を用いた生身のスティーブに撃墜された。
インサイト計画開始直後にはサム・ウィルソン/ファルコンと激しいドッグファイトを展開するものの、サムを撃ち落とすことはできず、また、ヒドラに属していないS.H.I.E.L.D.パイロットたちも本機に搭乗してスティーブに加勢しようとしたが、ウィンター・ソルジャーによって彼らは蹴散らされ、残った1機にウィンター・ソルジャーが乗り込んで操縦し、スティーブたちの抹殺へ向かう。
アース82111においても、運用されている。
ヘリキャリア（Helicarrier）
登場作品：『アベンジャーズ』、『アベンジャーズ/エイジ・オブ・ウルトロン』、『エージェント・オブ・シールド』、『ホワット・イフ...?』シーズン1第7・9話
S.H.I.E.L.D.が誇る秘密基地にして、地上9140mまでの高さまで上昇・飛行可能な要塞空母。ハワードが開発した技術などに基づいて設計されており、4ヶ所の側に取り付けられた巨大なタービンエンジンの働きでフライトし、長期航海にも耐える。武装の使用は確認されていないが、VTOL機能やステルス機能を有し、後部着艦用・前部離陸用双方のフライトデッキには、クインジェットなどをはじめとする航空機各種が待機している。艦体内部には本艦の中枢となるブリッジや、最低でも4ヶ所存在するガンマ線感知器やコンピュータワークステーションなどの最先端設備を備えたラボ、武器庫、護衛機が駐機し、航空機昇降エレベーターで前方フライトデッキと繋がる格納庫、機密保管室、鋼鉄製の頑強なガラスケージを備える監禁室、船首部分の居住区などが配置されている。エンジンが2基分停止すると墜落してしまう。
ロキによってテッセラクトを奪われた際に、その捜索のためフューリーの指示で稼働し、ヒーローたちを集結させるが、クリントの攻撃で第3エンジンが停止、第1エンジンもナビゲーションシステムも使用不能となって墜落寸前に陥った。だが、トニーとスティーブの活躍でエンジンが応急修理され、ナターシャやフューリーたちの応戦でクリントらも退治されたことで危機は回避される。
アベンジャーズとウルトロン軍団の戦いでは、フューリーとマリアたちヒドラに属していなかった元S.H.I.E.L.D.のメンバーによって運用され、空高く浮上してしまったソコヴィアの市街地に出現。取り残された市民を救うために、右底部から後述のトランスポーターを発艦させた。途中で多数のセントリーの襲撃を受けるが、アベンジャーズやマリアとフューリーの応戦によって難を逃れる。
『エージェント・オブ・シールド』シーズン2第20話とシーズン7第13話にも、ワンシーンのみ登場する。
アース72124やアース51825でも運用され、前者はソーをはじめとするパーティ・ピープルの宇宙人たちへの対策本部として運用され、後者はロキ率いるアスガルド軍との戦場となった。
MCUにおいて、ただ一機だけ撃墜されていないのが『アベンジャーズ』、『アベンジャーズ/エイジ・オブ・ウルトロン』、『エージェント・オブ・シールド』シーズン2第20話とシーズン7最終話に登場した64号機である。
レムリア・スター（Lemurian Star）
登場作品：『キャプテン・アメリカ/ウィンター・ソルジャー』、『ホワット・イフ...?』シーズン1第9話
インサイト計画のための偵察衛星を打ち上げるように設計されたS.H.I.E.L.D.の船舶。物語序盤の時点で、シットウェルの指示の下、複数の衛星を打ち上げたが、インド洋近海でジョルジュ・バトロックら25人の海賊によって占拠されてしまった。だがスティーブたちの活躍により、海賊らが撃退されたため、人員の被害報告はないままで済む。
アース82111においても、正史と同様にジョルジュ・バトロック率いる海賊に占拠されている。
インサイト・ヘリキャリア（Insight Helicarriers）
登場作品：『キャプテン・アメリカ/ウィンター・ソルジャー』
S.H.I.E.L.D.がインサイト計画実行のために建造した3機の新型ヘリキャリア。外観と基本構造は旧型艦と大差ないが、トニーが新たに発明した新リパルサー・エンジンで補給なしの準軌道飛行が可能となっており、艦底に数十機以上備わった1分間で1000人を射殺できる長距離機関砲と、デッキに複数搭載されたファランクスが主武装である。艦底中央部には、艦のコントロールを司るサーバー・コンピューターが存在する。
インサイト計画の実行時に、S.H.I.E.L.D.内のヒドラの構成員たちが乗艦し、インサイト・ベイから発艦。スティーブやサムの妨害を受けながらも、高度900メートルの空域に到達し、衛星とリンクして武装準備を完了させ、アルゴリズムを起動。全世界の多数の人々へ砲口を向け始めるが、スティーブたちが取り付けたブレードの機能により、コントロールを奪われて3機で同士討ちを始め、損壊・墜落した。そしてそのまま1機は真下のトリスケリオン庁舎ビルに激突し、もう2機はポトマック川へ水没して、それぞれ大破する。
ライフボート（Lifeboats）
登場作品：『アベンジャーズ/エイジ・オブ・ウルトロン』
フューリーが設計した救助艇。敵襲に備えてジェネラル・ダイナミクス GAU-17/Aで武装している。浮上したソコヴィアの市街地に取り残された市民を救うために複数機が用いられる。
ゼファーワン（Zephyr One）
フィッツが設計しコールソンのチームに配備された巨大航空機で、クインジェットを一機後部に着艦できる移動本部兼空中要塞。70年近く放置されていても損傷しない程の耐久性を持つ。内部には司令室や治療室、ラボもあり移動本部にふさわしい施設がある、ジャンプドライブが積まれており、宇宙空間での航行やテレポートが可能。
シーズン7ではタイムドライブも搭載することでタイムトラベルも可能としていた。

### 各作品での活動

#### マーベル・スタジオ作品
『アイアンマン』
本作ではコールソンや、フューリーが初登場。コールソンはトニーからアフガニスタンでの出来事について訊ねようと接触し、オバディア・ステインの陰謀を知ったペッパー・ポッツを複数の同僚たちと共に保護してオバディア逮捕に動くも、“アイアンモンガー”を運用したオバディアに蹴散らされてしまい、トニーの記者会見ではアイアンマンの素性を隠すためにアリバイ作りを行い、後にフューリー自らトニーの前に現れてアベンジャーズの話を持ちかけるが、全て徒労に終わる。
劇中では、コールソンが組織名を“戦略国土調停補強配備局”と正称で呼び、「略称を考案中だ」と述懐していたが、本作の年代以前を描いた作品でも“S.H.I.E.L.D.”の略称は登場している。
『インクレディブル・ハルク』には、この組織に所属するエージェントは未登場だが、オープニング・クレジットではブルース・バナー/ハルクに関するS.H.I.E.L.D.の公文書が一瞬登場しており、フューリーの名も記載されていた。また、ロスがブルース捜索のためにS.H.I.E.L.D.のデータベースとメール検閲を使い、彼がサミュエル・スターンズの職場である“グレイバーン大学”へ向かっていることを突き止める。
『アイアンマン2』
本作では、トニーのアベンジャーズの適正調査と、彼の体調不良対処のために、フューリーやナターシャ、コールソンたちがトニーに接触・監視し、ハワードのトランクボックスを託す。
『マイティ・ソー』
本作では、コールソンやシットウェルの他にも、名のあるエージェントが複数登場し、ムジョルニアやワームホール（“ビフレスト”）の研究調査と、これらに関与するソーの監視を行い、その事前に天文物理学者であるジェーン・フォスターたちの研究機材と観測データを強引に押収する冷徹な行動もとった。しかし、ロキが送り込んだデストロイヤーには一蹴され、その後、押収した研究機材と観測データは全てきちんとジェーンたちへ返却する。
『キャプテン・アメリカ/ザ・ファースト・アベンジャー』
本作では北極海の氷の中から発見された“ワルキューレ”の残骸の中で、氷漬けになって眠っていたスティーブをニューヨークの施設へ収容した。その後、目覚めた彼が不信感を覚えたため脱走されるも、フューリーたちがすぐにスティーブを保護する。
『アベンジャーズ』
本作ではP.E.G.A.S.U.S.計画を極秘に進める中に現れたロキにテッセラクトを奪われたことで、ヘリキャリアを発艦。ロキとテッセラクトの捜索に当たる。
『相談役』
本作ではコールソンとシットウェルが、ブロンスキーの釈放とアベンジャーズ参入を阻止しようと務め、2人の合議と手配によって、ブロンスキー釈放は取り消しとなる。
『キャプテン・アメリカ/ウィンター・ソルジャー』
本作では組織としての劇中描写が増加し、インサイト計画の実行準備を整えてきたが、大戦中に壊滅したと思われていたヒドラが再興・潜伏し、実質的に当組織を支配していたという驚愕の事実が判明。ナターシャとフューリーにより、世界各国に組織の内部機密を流出され、事実上壊滅する。
『アントマン』
本作の冒頭で1987年にピムがハワードやカーソンとの対立で辞職した出来事が描写される。
『アントマン&ワスプ』
本作で量子研究所の存在と、エイヴァを秘密工作員に仕立て上げていたことが発覚する。
『キャプテン・マーベル』
本作では、若き日のフューリーやコールソンたちがロサンゼルスに現れたヴァース（キャロル・ダンヴァース/キャプテン・マーベル）をマークし、タロスたちスクラル人もコールソンやケラーに擬態して潜入活動を行う。
『アベンジャーズ/エンドゲーム』
本作ではアベンジャーズのタイム泥棒において、2012年のニューヨーク決戦直後のニューヨークと、1970年のキャンプ・リーハイに多数のエージェントたちが登場。
前者ではピアースやシットウェルにS.T.R.I.K.E.のメンバーらが決戦の事後処理のために、“スターク・タワー”でアベンジャーズが捕縛したロキと、“セプター”及びテッセラクトの回収にあたるも、シットウェルとS.T.R.I.K.E.はタイムトラベルしてきたスティーブにセプターを持ち去られ、ピアースらはロキとテッセラクトその処遇を巡って当時のトニーやソーと軽く揉めてしまう。
後者では、在りし日のペギーやハワード、若き頃のピムがそれぞれの職務に励んでいたほか、トニーとスティーブを不審人物と見做したジェンキンスから報告を受けた守衛たちが2人の身柄確保に動くも、トニーたちと対峙することなく終わる。
『ブラック・ウィドウ』
本作では1995年の出来事を描写した冒頭の場面にのみアレクセイとメリーナたちを追撃する敵として登場。ノース研究所を焼き払った後に軽飛行機でアメリカから出国しようとするアレクセイたちを捕らえるため、数人のエージェントたちが車両と銃で攻撃するが、返り討ちにあって彼らの離脱を許してしまった。
『ホワット・イフ...?』
シーズン1
第1話
物語のラストにニック・フューリーとクリント・バートン/ホークアイがS.H.I.E.L.Dのメンバーとして登場。ジョイント・ダーク・エナジー・ミッション・ファシリティーズ”で70年前の時代からタイムスリップしてきたペギー・カーター/キャプテン・カーターと邂逅する。
第3話
アース51825におけるS.H.I.E.L.D.が登場。ムジョルニアの研究調査と並行して発生したアベンジャーズ候補者たちの連続不審死と、ロキ率いるアスガルド軍の出現に対処する様子が、フューリーの視点で描写される。
第7話
アース72124におけるS.H.I.E.L.D.が登場。ソーをはじめとする宇宙人たちが地球各地で展開するパーティー騒ぎを、長官代行となったマリア・ヒル指揮の下で、困惑しながらも解決しようと務める。
第9話
アース82111とアース51825双方におけるS.H.I.E.L.D.が登場。
前者はペギー/キャプテン・カーターとナターシャ・ロマノフ/ブラック・ウィドウを加えたS.T.R.I.K.E.が、バトロックに占拠されたレムリア・スターの奪還任務にあたる様子が物語序盤とラストで描かれる。
後者は物語のラストにおいて、ロキ率いるアスガルド軍に対して、アベンジャーズとの共同戦線で挑む。

#### 『エージェント・オブ・シールド』
当シリーズでは、コールソンが結成した精鋭チームによる超常現象の調査と戦闘を軸に物語が展開する。
シーズン1
復活したコールソンによって精鋭チームを結成されると、さまざまな任務に尽力。その後、組織内部崩壊を機にヒドラとの戦いが勃発し、コールソンがS.H.I.E.L.D.新長官に任命される。
シーズン2
デイジー/スカイの出生の秘密と彼女の家族にまつわる謎を軸に、組織崩壊と共に生まれたもう一つのS.H.I.E.L.D.との内乱と統合、デイジーの実母のジャーイン率いるインヒューマンズとの闘争が描写される。
シーズン3
前シーズンラストにおいて世界各地で覚醒したインヒューマンズの対策と、クリー人によって生み出されながらも宇宙に追放された末に地球に帰還し、全人類のインヒューマンズ化を企むハイヴとの戦いに奔走する。
シーズン4
新長官となったメイスの元、ゴーストライダーの出現や、ダークホールドの影響で凶悪な自我に覚醒したアンドロイドA.I.D.A.の暴走に立ち向かう。
シーズン5
前シーズンのラストで主要メンバーが送り込まれた90年後の未来の宇宙に浮かぶライトハウスで、カサイアスらクリー人へのレジスタンス活動を繰り広げ、現代に帰還後はヒドラ残党との抗争とグラヴィトロンと化したタルボットとの激戦が展開される。
シーズン6
帰らぬ人となったコールソン不在の中、新長官に就任したマックの下、コールソンと瓜二つの外見をしたサージの出現の謎と、彼と密接な繋がりを有する宇宙人アイゼルとの戦いに身を投じる。
シーズン7
LMDのコールソンを加えた主要メンバーたちは、さまざまな時代をタイムトラベルしながら活動する。